# Xote
Der Xote, xótis, chótis (port., gesprochen: Schoti) ist ein brasilianischer Musikstil und Tanz im 2/4-Takt und gehört zur música nordestina, der Musik des brasilianischen Nordostens. Er ist eine Variante der Schottischen Polka, die im ländlichen Raum weit verbreitet ist. Heute wird er zu den Stilarten des Forró gezählt. Ein wichtiges Instrument des Xote ist das Akkordeon (Sanfona).